# Парасомнија
Парасомније су поремећаји спавања који укључује абнормалне покрете, понашања, емоције, перцепције и снове који се јављају током успављивања, спавања, између фаза спавања или током буђења из сна. Парасомније су дисоцирана стања спавања која представљају делимична буђења током прелаза између будности, сна без брзих покрета очију (NREM фазе, енг. Non-rapid eye movement sleep) и сна са брзим покретима очију (РЕМ фазе, енг. Rapid Eye Movement), и њихових комбинација.

## Класификација
Најновија верзија Међународне класификације поремећаја спавања (МКП, 3. изд.) користи дисоцијацију стања као парадигму за парасомније. За разлику од раније, где су будност, НРЕМ сан и РЕМ сан сматрани искључивим стањима, истраживања су показала да су комбинације ових стања могуће и стога могу довести до необичних нестабилних стања која би се на крају могла манифестовати као парасомније или као измењени нивои свести.
Иако је претходна дефиниција технички исправна, она садржи недостатке. Разматрање парадигме дисоцијације стања олакшава разумевање поремећаја спавања и пружа класификацију овог стања у 10 основних категорија: 
- Конфузно буђење (буђење збуњеног, дезоријентисаног и уплашеног, често код деце и адолесцената);
- Ноћни страхови (поновљено буђење са ноћним морама и великом анксиозношћу);
- Месечарење (деловање без потпуног буђења из дубоког сна);
  - Ноћни поремећаји у исхрани (устајање да би се јело без потпуног буђења, облик ходања у сну);
  - Ноћни сексуални поремећај (сексуални однос током спавања, редак облик ходања у сну)
- Поремећај понашања у РЕМ фази сна (кретање током сањања);
  - Сомнилоквија (неразумљив говор током сна, могући симптом поремећаја понашања у РЕМ фази сна);
- Бруксизам (шкргутање зубима);
- Синдром немирних ногу (тресење ногу чак и током спавања);
- Ноћна парализа (буђење и немогућност кретања);
- Ноћна енуреза (мокрење у кревет)
- Кататренија (поремећај дисања који изазива јаукање)
- Синдром експлодирајуће главе (чује се замишљена експлозија непосредно пре успављивања или буђења)

## Последице парасомнија
Било да су код деце или одраслих, парасомније могу имати озбиљне последице за пацијента или оне око њега, посебно код деце и адолесцената, јер могу имати значајне психосоцијалне реперкусије.
Парасомније нису ограничене само на изоловане поремећаје спавања. Поремећајем дубоких и РЕМ циклуса спавања, могу довести до хроничног ускраћивања ресторативног сна. Овај недостатак сна вероватно погоршава психијатријске поремећаје као што су анксиозност и депресија. Неке парасомније, укључујући ноћне страхове и поремећај брзог покрета очију у сну, такође повећавају ризик од повреда, како за оне који су погођени, тако и за оне око њих. Штавише, неколико студија је повезало ноћне страхове и поремећај брзог покрета очију у сну са одређеним неуродегенеративним болестима, укључујући Паркинсонову болест и деменцију са Левијевим телима, што сугерише да ноћни страхови и поремећаји брзог покрета очију у сну могу бити рани почетак ових патологија.  Стога се препоручује мултидисциплинарна нега, укључујући бихејвиоралне и фармаколошке терапије, како би се смањили дугорочни ризици.